# Box na Letní univerziádě 2013
Soutěže v boxu na letní univerziádě 2013 probíhaly v boxérské centru v Kazani v období 5. až 10. července 2013.

## Česká stopa
- −64 kg - Zdeněk Chládek (UJEP) - prohrál v prvním zápase s Ukrajincem
- −75 kg - Michal Vodárek (PALESTRA) - prohrál ve druhém zápase s Estoncem

## Výsledky
| muži   | Zlato                    | Stříbro                     | Bronz                                               |
| ------ | ------------------------ | --------------------------- | --------------------------------------------------- |
| −49 kg | Hasanbaj Dusmatov (UZB)  | Kim In-kju (KOR)            | Gan-Erdene Ganchujag (MGL) Jeržan Žamart (KAZ)      |
| −52 kg | Enchdelger Charchú (MGL) | Michail Alojan (RUS)        | Jasurbek Latipov (UZB) Alexandru Riscan (MDA)       |
| −56 kg | Sergej Vodopjanov (RUS)  | Rustam Rustamov (KAZ)       | Enrik Mokojan (ARM) Iderchú Enchdžargal (MGL)       |
| −60 kg | Adlan Abdurašidov (RUS)  | Fazliddin Gaibnazarov (UZB) | I Sang-min (KOR) Dordžňambú Otgondalaj (MGL)        |
| −64 kg | Radžab Butajev (RUS)     | Artur Kiradžjan (ARM)       | Denys Berinčik (UKR) Dmitrij Galagot (MDA)          |
| −69 kg | Andrej Zamkovoj (RUS)    | Hurshidbek Narmatov (UZB)   | Onur Şipal (TUR) Byambyn Tüvshinbat (MGL)           |
| −75 kg | Dmytro Mytrofanov (UKR)  | Azizbek Abdugafurov (UZB)   | Narmandach Šinebajar (MGL) Nürdaulet Žarmanov (KAZ) |
| −81 kg | Olexandr Hvozdyk (UKR)   | Dmitrj Bivol (RUS)          | Michail Dajgaljavec (BLR) Elšod Rasulov (RUS)       |
| −91 kg | Jevgenij Tiščenko (RUS)  | Rustam Tulaganov (UZB)      | Tadas Tamašauskas (LTU) Dylan Bregeon (FRA)         |
| +91 kg | Magomed Omarov (RUS)     | Žan Kosobuckij (KAZ)        | Mirzohidjan Abdullayev (UZB) Jan Sudilovskij (BLR)  |